# Distrito de Seyhan
Seyhan es un distrito de la provincia de Adana, Turquía. Se trata del centro administrativo que contiene la mayoría del centro de la ciudad de Adana y en él se concentra la mayor parte de su población. El número de habitantes es de 1.007.992 (2007).